# Цахкаван
Цахкава́н (арм. Ծաղկավան, Меликгюх) — село в Тавушской области Армении.
Главой сельской общины является Наири Атабекян.

## Географическое положение и климатические условия
Село Цахкаван (Неркин Цахкаван) расположено в 161 км от Еревана и в 28 км от Иджевана. Расстояние до государственной границы 4,5 км. Высота над уровнем моря 840 м. Находится в 6—7-балльной сейсмической зоне.
Большая часть угодий села находится на высоте 700—1700 м над уровнем моря, с общим уклоном с юго-запада к северо-востоку. Отдельные горные вершины достигают высоты 2500 и более метров. Господствуют горно-степные, а к юго-западу — горно-лесные ландшафты. С юго-запада село окружено горами, северо-восточнее – поля и виноградники.
В растительном покрове преобладают леса (на высотах 600—2500 м), которые занимают значительную часть территории. Здесь произрастают 120 видов растений. Основные древесные растения — бук, дуб, граб. Растут также орешник, липа, ясень, берёза, можжевельник. Широко распространены многолетние травы.
Климат села умеренный, с умеренно жаркими летними сезонами, мягкими зимами, в низменностях — близкими к субтропическим. Среднегодовая температура в низменной части территории + 12C. Средняя температура летом + 30С, зимой – 2С. Среднегодовые осадки — 500—800 мм, снежный покров — 10—15 см, вегетационный период — 225—115 дней, количество неморозных дней — от 240 до 90 дней.
Население села – 549 человек, 197 семей. Большинство занято сельским хозяйством: садоводством, пчеловодством, скотоводством. Село обеспечено питьевой водой, газифицировано. Асфальтированная дорога от шоссе Иджеван-Ноемберян до центра села.

## История
Меликгюх-Цахкаван - одно из старейших поселений Тавуша. Прежнее поселение было расположено приблизительно в 500-1000 м. южнее от современного месторасположения села. На холме около южной оконечности села имеются остатки древнего святилища дохристианского периода. На вершине холма полукругом расположены камни-валуны. Вероятнее всего, это же место было местом "койта" – сельского собрания.
Территория современного Цахкавана-Меликгюха некогда входила в гавар Кохбопор, ашхара Гугарк Великой Армении. После этого территория гавара, как и его название, неоднократно подвергались изменениям.
Во времена Аршакидов, через Иджеван и Воскепар проходил международный торговый путь из Великой Армении на Тифлис и далее на Северный Кавказ, особенно активно использовавшийся начиная с IV—V веков.
В XV веке в результате разрушительных нашествий полчищ Шаха-Аббаса село вновь опустело. Небольшому числу жителей села все же удалось укрыться в окружающих лесах и горных пещерах. В годы персидского господства, несмотря на установленные захватчиками тиранические порядки, Меликгюх и весь Тавуш район стали оживать и жизнь вошла в относительно стабильное русло, однако прежний темп развития экономики и культуры, не восстанавливался вплоть до начала XIX в.
В 1721 году дагестанцы, а в 1723 году турки совершали грабительские набеги на Тавуш. Затем последовали разрушительные набеги орд Ага Мамед-хана на Арцах и Грузию (1795—1797). В эти годы в село прибыло несколько родов из Арцаха, в том числе и представители меликского рода Атабекянов, отчего и село получило название Меликгюх (дословно: "меликское/княжеское село"). Атабекяны построили церковь св. Ованнес и отстроили родник Сарнахбюр в средней части села. Поток переселенцев из Арцаха и других частей исторической Армении в Тавуш возрос после 1801 г., когда северная Армения, включая село Меликгюх, вошли в состав Российской империи.
Нападение Турции на Армению, начавшееся в 1920 году усугубило положение армянского народа. Воспользовавшись этим, большевики открыли второй фронт против Армении и, ударив из Азербайджана, захватили страну. Как и по всей Армении, в Меликгюхе начались репрессии против местных дворян и интеллигенции. Частные земли были отняты у собственников, и все крестьянство села было согнано в колхоз. В 1961 году на базе колхозов Севкара и Цахкаван был создан совхоз, который, как и большинство других совхозов было убыточным.
В духе идей "классовой борьбы" и в атмосфере сталинского террора, в 1946 году большевики переименовали название села; прежнее название Меликгюх (буквально "меликское/княжеское село") было переименовано в искусственно придуманное Цахкаван ("цветочкино"). Несмотря на годы репрессий, осенью 1983 года представители рода Атабекянов организовали в селе Цахкаван-Меликгюх тохмаавак – родовое собрание. 

## Окрестности
Окрестности села благоприятны для экотуризма. У кромки леса бьют прохладные горные родники, воды которых обладают целебными свойствами (в частности помогают от экземы, болезней желудочно-кишечного тракта и других заболеваний). Самым известным из них является Мсмани-ахбюр, расположенный юго-западнее села. Южнее села имеется большой естественный обвал грунта, известный как Пулк ("обвал").
На вершине холма у южной оконечности села имеются хачкары XIII века. В окрестностях также имеется несколько крест-камней необычной формы (отличных от традиционных армянских хачкаров и по форме скорее напоминающих кельтские крест-камни). Один из таких камней расположен выше Пулка.
Высокие холмы на юго-западе покрыты густыми вековыми лесами (Тавушский лес) и увенчаны скальными вершинами Лош-Кар и Кармир-Кар.
С северной окраины села открывается величественная панорама на долину реки Воскепар (Джогас) и гору Гавазан.